# توني تان
توني تان (بالإنجليزية: Tony Tan) (و. 1940 – م) هو رياضياتي، وسياسي من سنغافورة ولد في سنغافورة. تولى منصب رئيس سنغافورة من 1 سبتمبر 2011 إلى 1 سبمتبر 2017. خدم لمدة ست سنوات من 1 سبتمبر 2011 إلى 31 أغسطس 2017 بعد فوزه في الانتخابات الرئاسية السنغافورية سنة 2011. وهو الرئيس السابق الوحيد الذي يعيش في سنغافورة حاليًا.
انتُخب تان رئيسًا بعد فوزه في الانتخابات الرئاسية السنغافورية لعام 2011 بنسبة 35.20٪ من الأصوات، وفاز بهامش ضئيل تبلغ نسبته 0.34٪ أمام منافسه تان تشينغ بوك الرئيس السابق الذي حكم بعد تنحي سيلابان راما ناطان من المنصب. أدى اليمين الدستورية كرئيس في 1 سبتمبر 2011. أعلن تان عدم خوضه للانتخابات الرئاسية لعام 2017، والتي كانت مخصصة لمرشحي شعب الملايو بعد تعديل 9 نوفمبر 2016 الدستوري.
كان تان عضوًا سابقًا في حزب العمل الشعبي الحاكم، وعُين نائبًا لرئيس الوزراء الخامس في 1 أغسطس 1995 حتى 1 سبتمبر 2005 وذلك بعد استقالة نائب رئيس الوزراء السابق لي هسين لونغ من منصبه. شغل تان منصب نائب رئيس الوزراء مع اس. جاياكومار، كما كان رئيسًا لحزب العمل الشعبي من 1 سبتمبر 1993 إلى 3 ديسمبر 2004 بعد تنحي أونغ تنغ تشيونغ من منصبه.
شغل تان منصب وزير التنسيق للأمن والدفاع من 2003 إلى 2005 ووزير التعليم من 1995 إلى 2003 ووزير الدفاع من 1985 إلى 1991 ووزير المالية من 1983 إلى 1985. كان عضوًا في مجلس النواب عن الدائرة الانتخابية لتمثيل مجموعة سمباوانغ من 1988 إلى 2006 ودائرة سمباوانغ من 1979 إلى 1988 قبل استقالته للمشاركة في الانتخابات الرئاسية السنغافورية لعام 2011 التي فاز بها.

## تعليمه وعمله
تلقى تان تعليمه في مدرسة سانت باتريك ومؤسسة سانت جوزيف. حصل على منحة حكومية، وتخرج بمرتبة الشرف الأولى في الفيزياء من جامعة سنغافورة (الآن جامعة سنغافورة الوطنية)، متصدرًا فصله. بصفته باحثًا في مؤسسة آسيا، التحق بمعهد ماساتشوستس للتكنولوجيا (MIT) حيث أكمل درجة الماجستير في العلوم في بحوث العمليات. حصل لاحقًا على درجة الدكتوراه في الفلسفة في الرياضيات التطبيقية من جامعة أديلايد، واستمر في تدريس الرياضيات في جامعة سنغافورة.
ترك تان جامعة سنغافورة في عام 1969 ليبدأ مسيرته المهنية في العمل المصرفي مع المؤسسة المصرفية الصينية لما وراء البحار (OCBC - أو سي بي سي)، ثم ترقى ليصبح مديرًا عامًا، قبل أن يغادر عمله في البنك لمتابعة مهنته السياسية عام 1979.
كونه عضوًا في حزب العمل الشعبي حتى يونيو 2011، أصبح تان عضوًا في مجلس النواب عن دائرة سمباوانغ في عام 1979، بعد انتخابه خلال الانتخابات الفرعية لعام 1979. وعُين بعد فوزه بالمقعد وزيرًا للدولة في وزارة التربية والتعليم عام 1979.

## وزير التربية والتعليم
انضم إلى مجلس الوزراء في عام 1980، وشغل منصب وزير التربية والتعليم.
بصفته وزيرًا للتعليم، ألغى تان السياسة التي تفضل أطفال الأمهات الأكثر تعليمًا على أطفال الأمهات الأقل تعليمًا في الالتحاق بالمدارس الابتدائية استجابة للاستياء الشعبي والانتقاد العام للسياسة التي شهدت حصول حزب العمل الشعبي على أدنى مستوى من الأصوات منذ الاستقلال خلال الانتخابات العامة 1984. قدم أيضًا نظام المدارس المستقلة، ما سمح للمؤسسات التعليمية القائمة في سنغافورة بفرض رسومها الخاصة والتحكم في إدارتها وهيئة التدريس، على الرغم من انتقاد الآباء لذلك باعتباره «نخبويًا» بجعل المدارس ذات التصنيف الأعلى بعيدة المنال بشكل متزايد للأسر الفقيرة بسبب الزيادات اللاحقة في الرسوم.